# Sportverein 1916 Sandhausen 2021-2022
Questa voce raccoglie le informazioni riguardanti lo Sportverein 1916 Sandhausen nelle competizioni ufficiali della stagione 2021-2022.

## Stagione
Nella stagione 2021-2022 il Sandhausen, allenato da Gerhard Kleppinger e Alois Schwartz, concluse il campionato di 2. Bundesliga al 14º posto. In Coppa di Germania il Sandhausen fu eliminato al primo turno dal RB Lipsia.

## Rosa
| N. |                                 | Ruolo | Calciatore         |
| -- | ------------------------------- | ----- | ------------------ |
| 1  | Germania (bandiera)             | P     | Patrick Drewes     |
| 2  | Russia (bandiera)               | D     | Aleksandr Žirov    |
| 3  | Bosnia ed Erzegovina (bandiera) | D     | Dario Đumić        |
| 7  | Benin (bandiera)                | A     | Cebio Soukou       |
| 8  | Germania (bandiera)             | C     | Christian Kinsombi |
| 10 | Germania (bandiera)             | C     | Julius Biada       |
| 11 | Germania (bandiera)             | A     | Erich Berko        |
| 13 | Germania (bandiera)             | P     | Rick Wulle         |
| 14 | Germania (bandiera)             | D     | Tim Kister         |
| 15 | Germania (bandiera)             | D     | Immanuel Höhn      |
| 16 | Germania (bandiera)             | P     | Felix Wiedwald     |
| 17 | Germania (bandiera)             | C     | Erik Zenga         |
| 18 | Germania (bandiera)             | D     | Dennis Diekmeier   |
| 19 | Kosovo (bandiera)               | D     | Bashkim Ajdini     |
| 21 | Germania (bandiera)             | C     | Nils Seufert       |

| N. |                        | Ruolo | Calciatore        |
| -- | ---------------------- | ----- | ----------------- |
| 22 | Austria (bandiera)     | C     | Marcel Ritzmaier  |
| 23 | Turchia (bandiera)     | A     | Ahmed Kutucu      |
| 24 | Lussemburgo (bandiera) | A     | Maurice Deville   |
| 25 | Senegal (bandiera)     | D     | Oumar Diakhité    |
| 26 | Germania (bandiera)    | C     | Janik Bachmann    |
| 27 | Germania (bandiera)    | D     | Arne Sicker       |
| 28 | Germania (bandiera)    | C     | Tom Trybull       |
| 29 | Australia (bandiera)   | A     | Alou Kuol         |
| 30 | Germania (bandiera)    | A     | Alexander Esswein |
| 31 | Germania (bandiera)    | D     | Vincent Schwab    |
| 33 | Germania (bandiera)    | P     | Nikolai Rehnen    |
| 36 | Inghilterra (bandiera) | D     | Chima Okoroji     |
| 37 | Germania (bandiera)    | A     | Pascal Testroet   |
| 40 | Germania (bandiera)    | P     | Benedikt Grawe    |

## Organigramma societario
Area tecnica
- Allenatore: Alois Schwartz
- Allenatore in seconda: Dimitrios Moutas
- Preparatore dei portieri: Daniel Ischdonat
- Preparatori atletici: David Lechner, David Lechner

## Calciomercato

### Sessione estiva
| Acquisti | Acquisti           | Acquisti               | Acquisti |
| R.       | Nome               | da                     | Modalità |
| -------- | ------------------ | ---------------------- | -------- |
| A        | Christian Conteh   | Feyenoord              |          |
| C        | Marcel Ritzmaier   | Barnsley               |          |
| A        | Pascal Testroet    | Erzgebirge Aue         |          |
| D        | Bashkim Ajdini     | Osnabrück              |          |
| D        | Oumar Diakhité     | Eintracht Braunschweig |          |
| P        | Patrick Drewes     | Bochum                 |          |
| C        | Gianluca Gaudino   | Young Boys             |          |
| D        | Immanuel Höhn      | Darmstadt              |          |
| C        | Christian Kinsombi | Uerdingen 05           |          |
| D        | Chima Okoroji      | Paderborn              |          |
| C        | Anas Ouahim        | Kaiserslautern         |          |
| D        | Arne Sicker        | Duisburg               |          |
| C        | Carlo Sickinger    | Kaiserslautern         |          |
| A        | Cebio Soukou       | Arminia Bielefeld      |          |

| Cessioni | Cessioni              | Cessioni               | Cessioni |
| R.       | Nome                  | a                      | Modalità |
| -------- | --------------------- | ---------------------- | -------- |
| D        | Nils Röseler          | Ingolstadt 04          |          |
| C        | Enrique Peña          | Eintracht Braunschweig |          |
| C        | Denis Linsmayer       | Ingolstadt 04          |          |
| D        | Alexander Rossipal    | Waldhof Mannheim       |          |
| C        | Besar Halimi          | Riga FC                |          |
| D        | Gerrit Nauber         | Go Ahead Eagles        |          |
| A        | Kevin Behrens         | Union Berlino          |          |
| D        | Sören Dieckmann       | Fortuna Colonia        |          |
| P        | Stefanos Kapino       | Werder Brema           |          |
| C        | Nikolas Nartey        | Stoccarda              |          |
| C        | Robin Scheu           | Saarbrücken            |          |
| A        | Patrick Schmidt       | Heidenheim             |          |
| C        | Emanuel Taffertshofer | Wehen Wiesbaden        |          |

### Sessione invernale
| Acquisti | Acquisti        | Acquisti            | Acquisti |
| R.       | Nome            | da                  | Modalità |
| -------- | --------------- | ------------------- | -------- |
| A        | Erich Berko     | Darmstadt           |          |
| A        | Maurice Deville | Saarbrücken         |          |
| A        | Alou Kuol       | Stoccarda II        |          |
| C        | Tom Trybull     | Hannover 96         |          |
| P        | Felix Wiedwald  | Sconosciuta         |          |
| A        | Ahmed Kutucu    | İstanbul Başakşehir |          |
| D        | Dario Đumić     | Twente              |          |
| C        | Nils Seufert    | Greuther Fürth      |          |

| Cessioni | Cessioni           | Cessioni        | Cessioni |
| R.       | Nome               | a               | Modalità |
| -------- | ------------------ | --------------- | -------- |
| A        | Charlison Benschop | Fortuna Sittard |          |
| C        | Gianluca Gaudino   | Altach          |          |
| C        | Anas Ouahim        | Heracles Almelo |          |
| C        | Carlo Sickinger    | Elversberg      |          |
| A        | Christian Conteh   | Dordrecht       |          |

## Risultati

### 2. Bundesliga

#### Girone di andata
| Arbitro: | Siewer |

|  |           |                          |
|  | Marcatori | 56’, 62’ (rig.) Hennings |

| Arbitro: | Alt |

|                                      |           |  |
| Boukhalfa 34’ Kennedy 70’ Zwarts 81’ | Marcatori |  |

| Sandhausen 14 agosto 2021, ore 13:30 CEST 3ª giornata | Sandhausen | 0 – 0 referto | Karlsruhe | Hardtwaldstadion (4 908 spett.)\| Arbitro: \| Aarnink \| |
| Arbitro:                                              | Aarnink    |               |           |                                                          |

| Arbitro: | Gerach |

|           |           |                                     |
| Gueye 65’ | Marcatori | 52’ Esswein 82’ Bachmann 88’ Soukou |

| Arbitro: | Bokop |

|  |           |                      |
|  | Marcatori | 38’ Bilbija 87’ Kaya |

| Arbitro: | Dankert |

|                               |           |              |
| Kinsombi 74’ (rig.) Heyer 90’ | Marcatori | 87’ Bachmann |

| Arbitro: | Fritz |

|              |           |                                       |
| Testroet 53’ | Marcatori | 15’ Hüsing 36’ Kleindienst 86’ Mainka |

| Arbitro: | Alt |

|            |           |                         |
| Kaiser 82’ | Marcatori | 73’ Höhn 78’ Keita-Ruel |

| Arbitro: | Bacher |

|             |           |                                                      |
| Esswein 19’ | Marcatori | 2’, 59’ Tietz 35’, 57’ Pfeiffer 47’ Goller 73’ Karic |

| Arbitro: | Günsch |

|             |           |            |
| Verhoek 54’ | Marcatori | 30’ Sicker |

| Arbitro: | Ittrich |

|                          |           |                       |
| Testroet 29’ (rig.), 84’ | Marcatori | 12’ Rapp 90’ Füllkrug |

| Arbitro: | Thomsen |

|  |           |              |
|  | Marcatori | 50’ Testroet |

| Arbitro: | Burda |

|                                |           |          |
| Burgstaller 2’ Kyereh 14’, 79’ | Marcatori | 67’ Höhn |

| Arbitro: | Lechner |

|          |           |                             |
| Höhn 66’ | Marcatori | 83’ Nürnberger 90’ Shuranov |

| Arbitro: | Badstübner |

|                                                          |           |                            |
| Ouwejan 58’ Bülter 64’, 76’ Žirov 71’ (aut.) Zalazar 82’ | Marcatori | 47’ Ritzmaier 74’ Testroet |

| Arbitro: | Günsch |

|            |           |           |
| Ajdini 90’ | Marcatori | 5’ Mehlem |

| Arbitro: | Koslowski |

|                           |           |                      |
| Pichler 19’ Skrzybski 83’ | Marcatori | 26’ Soukou 72’ Žirov |

#### Girone di ritorno
| Arbitro: | Osmers |

|  |           |             |
|  | Marcatori | 7’ Testroet |

| Arbitro: | Heft |

|  |           |                                         |
|  | Marcatori | 11’ Breitkreuz 33’ Guwara 52’ Boukhalfa |

| Arbitro: | Fritz |

|  |           |                                 |
|  | Marcatori | 45’ Testroet 84’ (aut.) Gondorf |

| Arbitro: | Bacher |

|                                |           |  |
| Soukou 44’ (rig.) Kinsombi 69’ | Marcatori |  |

| Ingolstadt 13 febbraio 2022, ore 13:30 CET 22ª giornata | Ingolstadt 04 | 0 – 0 referto | Sandhausen | Audi-Sportpark (4 247 spett.)\| Arbitro: \| Koslowski \| |
| Arbitro:                                                | Koslowski     |               |            |                                                          |

| Arbitro: | Günsch |

|              |           |            |
| Testroet 15’ | Marcatori | 59’ Kittel |

| Arbitro: | Alt |

|                 |           |            |
| Mohr 27’ (rig.) | Marcatori | 32’ Soukou |

| Arbitro: | Waschitzki-Günther |

|                                           |           |            |
| Okoroji 7’ Franke 19’ (aut.) Bachmann 81’ | Marcatori | 21’ Stolze |

| Arbitro: | Braun |

|            |           |            |
| Seydel 17’ | Marcatori | 84’ Kutucu |

| Arbitro: | Sather |

|  |           |             |
|  | Marcatori | 48’ Verhoek |

| Arbitro: | Petersen |

|             |           |              |
| Ducksch 73’ | Marcatori | 64’ Testroet |

| Arbitro: | Hanslbauer |

|                    |           |              |
| Đumić 7’ Zenga 48’ | Marcatori | 65’ Knipping |

| Arbitro: | Brych |

|              |           |                        |
| Bachmann 90’ | Marcatori | 39’ (rig.) Burgstaller |

| Arbitro: | Aarnink |

|                        |           |                                           |
| Krauß 25’ Sørensen 54’ | Marcatori | 4’ Bachmann 59’, 84’ Trybull 88’ Testroet |

| Arbitro: | Zwayer |

|               |           |                  |
| Diekmeier 83’ | Marcatori | 71’, 90’ Terodde |

| Arbitro: | Gerach |

|                         |           |  |
| Muslija 27’ Klement 60’ | Marcatori |  |

| Arbitro: | Koslowski |

|                                    |           |               |
| Đumić 8’ Bachmann 13’ Kinsombi 35’ | Marcatori | 54’ Skrzybski |

### Coppa di Germania
| Arbitro: | Schlager |

|  |           |                                                 |
|  | Marcatori | 19’ Orbán 45’ Haïdara 60’ Nkunku 81’ Szoboszlai |

## Statistiche

### Statistiche di squadra
| Competizione      | Punti | In casa | In casa | In casa | In casa | In casa | In casa | In trasferta | In trasferta | In trasferta | In trasferta | In trasferta | In trasferta | Totale | Totale | Totale | Totale | Totale | Totale | DR  |
| Competizione      | Punti | G       | V       | N       | P       | Gf      | Gs      | G            | V            | N            | P            | Gf           | Gs           | G      | V      | N      | P      | Gf     | Gs     | DR  |
| ----------------- | ----- | ------- | ------- | ------- | ------- | ------- | ------- | ------------ | ------------ | ------------ | ------------ | ------------ | ------------ | ------ | ------ | ------ | ------ | ------ | ------ | --- |
| 2. Bundesliga     | 41    | 17      | 4       | 5       | 8       | 19      | 29      | 17           | 6            | 6            | 5            | 23           | 25           | 34     | 10     | 11     | 13     | 42     | 54     | -12 |
| Coppa di Germania | -     | 1       | 0       | 0       | 1       | 0       | 4       | 0            | 0            | 0            | 0            | 0            | 0            | 1      | 0      | 0      | 1      | 0      | 4      | -4  |
| Totale            | 41    | 18      | 4       | 5       | 9       | 19      | 33      | 17           | 6            | 6            | 5            | 23           | 25           | 35     | 10     | 11     | 14     | 42     | 58     | -16 |

### Andamento in campionato
| Giornata  | 1  | 2  | 3  | 4  | 5  | 6  | 7  | 8  | 9  | 10 | 11 | 12 | 13 | 14 | 15 | 16 | 17 | 18 | 19 | 20 | 21 | 22 | 23 | 24 | 25 | 26 | 27 | 28 | 29 | 30 | 31 | 32 | 33 | 34 |
| --------- | -- | -- | -- | -- | -- | -- | -- | -- | -- | -- | -- | -- | -- | -- | -- | -- | -- | -- | -- | -- | -- | -- | -- | -- | -- | -- | -- | -- | -- | -- | -- | -- | -- | -- |
| Luogo     | C  | T  | C  | T  | C  | T  | C  | T  | C  | T  | C  | T  | T  | C  | T  | C  | T  | T  | C  | T  | C  | T  | C  | T  | C  | T  | C  | T  | C  | C  | T  | C  | T  | C  |
| Risultato | P  | P  | N  | V  | P  | P  | P  | V  | P  | N  | N  | V  | P  | P  | P  | N  | N  | V  | P  | V  | V  | N  | N  | N  | V  | N  | P  | N  | V  | N  | V  | P  | P  | V  |
| Posizione | 15 | 16 | 16 | 14 | 14 | 16 | 16 | 16 | 16 | 16 | 16 | 15 | 16 | 17 | 17 | 17 | 17 | 16 | 16 | 16 | 15 | 15 | 16 | 15 | 14 | 15 | 15 | 15 | 15 | 15 | 14 | 15 | 15 | 14 |

Legenda:

Luogo: C = Casa; T = Trasferta. Risultato: V = Vittoria; N = Pareggio; P = Sconfitta.

### Statistiche dei giocatori
| Giocatore     | 2. Bundesliga | 2. Bundesliga | 2. Bundesliga | 2. Bundesliga | Coppa di Germania | Coppa di Germania | Coppa di Germania | Coppa di Germania | Totale   | Totale | Totale      | Totale     |
| Giocatore     | Presenze      | Reti          | Ammonizioni   | Espulsioni    | Presenze          | Reti              | Ammonizioni       | Espulsioni        | Presenze | Reti   | Ammonizioni | Espulsioni |
| ------------- | ------------- | ------------- | ------------- | ------------- | ----------------- | ----------------- | ----------------- | ----------------- | -------- | ------ | ----------- | ---------- |
| B. Ajdini     | 31            | 1             | 9             | 0             | 1                 | 0                 | 0                 | 0                 | 32       | 1      | 9           | 0          |
| J. Bachmann   | 33            | 6             | 4             | 0             | 1                 | 0                 | 0                 | 0                 | 34       | 6      | 4           | 0          |
| C. Benschop   | 13            | 0             | 3             | 0             | 0                 | 0                 | 0                 | 0                 | 13       | 0      | 3           | 0          |
| E. Berko      | 9             | 0             | 1             | 0             | 0                 | 0                 | 0                 | 0                 | 9        | 0      | 1           | 0          |
| J. Biada      | 3             | 0             | 0             | 0             | 0                 | 0                 | 0                 | 0                 | 3        | 0      | 0           | 0          |
| C. Conteh     | 4             | 0             | 0             | 0             | 0                 | 0                 | 0                 | 0                 | 4        | 0      | 0           | 0          |
| M. Deville    | 12            | 0             | 2             | 0             | 0                 | 0                 | 0                 | 0                 | 12       | 0      | 2           | 0          |
| O. Diakhité   | 7             | 0             | 1             | 1             | 1                 | 0                 | 0                 | 0                 | 8        | 0      | 1           | 1          |
| D. Diekmeier  | 25            | 1             | 9             | 0             | 0                 | 0                 | 0                 | 0                 | 25       | 1      | 9           | 0          |
| P. Drewes     | 33            | 0             | 2             | 0             | 1                 | 0                 | 0                 | 0                 | 34       | 0      | 2           | 0          |
| A. Esswein    | 25            | 2             | 4             | 0             | 1                 | 0                 | 0                 | 0                 | 26       | 2      | 4           | 0          |
| G. Gaudino    | 6             | 0             | 0             | 0             | 1                 | 0                 | 0                 | 0                 | 7        | 0      | 0           | 0          |
| B. Grawe      | 0             | 0             | 0             | 0             | 0                 | 0                 | 0                 | 0                 | 0        | 0      | 0           | 0          |
| I. Höhn       | 23            | 3             | 5             | 0             | 1                 | 0                 | 0                 | 0                 | 24       | 3      | 5           | 0          |
| D. Keita-Ruel | 10            | 1             | 1             | 0             | 1                 | 0                 | 0                 | 0                 | 11       | 1      | 1           | 0          |
| C. Kinsombi   | 18            | 2             | 2             | 0             | 0                 | 0                 | 0                 | 0                 | 18       | 2      | 2           | 0          |
| T. Kister     | 5             | 0             | 0             | 0             | 0                 | 0                 | 0                 | 0                 | 5        | 0      | 0           | 0          |
| A. Kuol       | 1             | 0             | 0             | 1             | 0                 | 0                 | 0                 | 0                 | 1        | 0      | 0           | 1          |
| A. Kutucu     | 10            | 1             | 2             | 0             | 0                 | 0                 | 0                 | 0                 | 10       | 1      | 2           | 0          |
| D. Linsmayer  | 0             | 0             | 0             | 0             | 0                 | 0                 | 0                 | 0                 | 0        | 0      | 0           | 0          |
| C. Okoroji    | 33            | 1             | 2             | 0             | 1                 | 0                 | 0                 | 0                 | 34       | 1      | 2           | 0          |
| A. Ouahim     | 5             | 0             | 2             | 0             | 0                 | 0                 | 0                 | 0                 | 5        | 0      | 2           | 0          |
| E. Peña       | 0             | 0             | 0             | 0             | 0                 | 0                 | 0                 | 0                 | 0        | 0      | 0           | 0          |
| N. Rehnen     | 1             | 0             | 1             | 0             | 0                 | 0                 | 0                 | 0                 | 1        | 0      | 1           | 0          |
| M. Ritzmaier  | 23            | 1             | 5             | 1             | 1                 | 0                 | 0                 | 0                 | 24       | 1      | 5           | 1          |
| N. Röseler    | 0             | 0             | 0             | 0             | 0                 | 0                 | 0                 | 0                 | 0        | 0      | 0           | 0          |
| V. Schwab     | 0             | 0             | 0             | 0             | 0                 | 0                 | 0                 | 0                 | 0        | 0      | 0           | 0          |
| N. Seufert    | 7             | 0             | 1             | 0             | 0                 | 0                 | 0                 | 0                 | 7        | 0      | 1           | 0          |
| A. Sicker     | 17            | 1             | 0             | 0             | 1                 | 0                 | 0                 | 0                 | 18       | 1      | 0           | 0          |
| C. Sickinger  | 6             | 0             | 0             | 0             | 1                 | 0                 | 1                 | 0                 | 7        | 0      | 1           | 0          |
| C. Soukou     | 27            | 4             | 7             | 0             | 1                 | 0                 | 0                 | 0                 | 28       | 4      | 7           | 0          |
| P. Testroet   | 27            | 10            | 3             | 0             | 0                 | 0                 | 0                 | 0                 | 27       | 10     | 3           | 0          |
| T. Trybull    | 13            | 2             | 6             | 0             | 0                 | 0                 | 0                 | 0                 | 13       | 2      | 6           | 0          |
| F. Wiedwald   | 0             | 0             | 1             | 0             | 0                 | 0                 | 0                 | 0                 | 0        | 0      | 1           | 0          |
| R. Wulle      | 0             | 0             | 0             | 0             | 0                 | 0                 | 0                 | 0                 | 0        | 0      | 0           | 0          |
| E. Zenga      | 33            | 1             | 8             | 0             | 1                 | 0                 | 0                 | 0                 | 34       | 1      | 8           | 0          |
| A. Žirov      | 33            | 1             | 4             | 0             | 1                 | 0                 | 0                 | 0                 | 34       | 1      | 4           | 0          |
| D. Đumić      | 16            | 2             | 4             | 0             | 0                 | 0                 | 0                 | 0                 | 16       | 2      | 4           | 0          |